# ジョルジュ・ルーキエ
ジョルジュ・ルーキエ（Georges Rouquier、1909年  - 1989年12月19日）は、フランスの俳優、映画監督である。そのオリジナルなドキュメンタリーはシネフィルに崇拝されている。

## 来歴・人物
1909年、エロー県リュネルヴィエルに生まれる。
特筆すべき作品は、彼のディプティック（関連のある二作品、二部作）である『ファルビーク Farrebique』（そして38年後の作品『ビクファール Biquefarre』）である。アヴェロン県Goutrensで非俳優の家族や隣人を出演して撮ったものであり、戦後の同県ルーエルグの農民生活の年代記と関連のあるドキュメンタリー的フィクションである。
有名なダイアローグライターのアンリ・ジャンソンによって非難され、論争的な作品であったにもかかわらず、選にもれ、カンヌ国際映画祭のコンペティション外で上映された。同作は、プレミア上映の前にパリのオペラ座で、ヴァンサン・オリオール大統領の指令のもとポール・ラマディエを補佐し、全ルーキエ作品と同様にパリ在住のアヴェロン人に紹介された。同作のために特別に創設された賞「国際批評家賞」を受賞した。
アメリカの映画配給会社RKOが同作の権利を購入、配給し、パリの映画館マドレーヌで上映した。それと同時に、同社はウォルト・ディズニーの『ラテン・アメリカの旅』を国内配給した。『ファルビーク』は、わずか一週間で入場人員数でトップを超え、ジョルジュ・ルーキエの価値を上げ、カンヌでの区別のほかに、フランス映画大賞、ヴェネツィア国際映画祭金メダル、ローマでの金のエピ大賞を受賞した。
『ファルビーク』は、つづいてアメリカの大学でジャンルのモデルとして研究され、フランシス・フォード・コッポラとスティーヴン・スピルバーグがそれを支援し、大学の援助を得て、ルーキエは「国立文化基金」によるアメリカ資本の資金供給を受け、1983年、最後の長篇映画『ビクファール』を撮る。前作と同じ役を地方の同じ非俳優の出演によってこのドキュメンタリー的フィクションを実現し、世界の農民と現在の彼らの問題を1980年代に撮影した。
同様に、ルーキエの職業についてのドキュメンタリーは、フィクションとドキュメンタリー的リアリティの間をつねに揺れ動き、評価された。ロバート・フラハティ監督の『極北のナヌーク Nanouk l'Esquimau』がつけた刻印を、ルーキエはそのドキュメンタリー作品を通して、つねにオマージュを返す。そしてルーキエによる映画的な引用についても同様である。チャーリー・チャップリン、ジガ・ヴェルトフ、アレクサンドル・ドヴジェンコ、セルゲイ・エイゼンシュテイン、マルセル・カルネといった映画作家を決してコピーすることなく、個人的で独創的なひとつのスタイルを主張した。
1989年12月19日、死去。80歳没。

## フィルモグラフィ
重複は避けた

### テレビ映画プロデューサー
- Les Saisons et les Jours　1972年 - 1973年　ORTFla 3ème chaîne（リール局）製作

### 監督
- Vendanges　1929年　※最初の短篇監督作
- le Tonnelier　ドキュメンタリー　1942年
- Le Charron、La part de l'Enfant、L'Économie des Métaux　1944年　短篇　※義務的社会奉仕（STO）について
- ファルビーク Farrebique　1946年　監督・脚本　※第1回カンヌ国際映画祭FIPRESCI賞
- L'Œuvre scientifique de Pasteur　1948年　共同監督ジャン・パンルヴェ
- Le Chaudronnier　1949年　※受注作品
- Le Sel de la Terre　1951年　※「モネ・プラン」の恩恵を示すためのカマルグについての映画
- Opération du Spondylogisthésis、Arthroplastie de la hanche　1951年　ドキュメンタリー　※ルーキエ初のカラー作品
- Un Jour comme les autres　ドキュメンタリー　1952年　※予防と労災事故について
- Le Lycée sur la colline　ドキュメンタリー　1952年　※フランス国民教育省のための映画
- Sang et lumières（Sangre y luces）　1953年　原作ジョゼフ・ペイレ　※批評を語る商業映画、第7回カンヌ国際映画祭コンペティション部門上映
- Malgovert　1953年　※ティーニュのダムについての「産業」映画
- Lourdes et ses miracles　1954年　助監督ジャック・ドゥミ　※三部作
- La Bête noire　短篇　1955年　※ルノー「フリゲート」について
- オネゲル Honegger　1955年　※1957年度ヴェネツィア国際映画祭受賞
- S.O.S. Noronha　1957年　監督・脚本　共同脚本ボワロー＝ナルスジャック
- Une Belle Peur　短篇　1958年　※予防と偶発事故について
- Le Bouclier　短篇　1960年　※予防と警備について
- Sire le Roy n'a plus rien dit　短篇　1963年　※17世紀 - 18世紀のフランス系カナダ人の家具について
- Le Maréchal ferrant　短篇ドキュメンタリー　1976年　※1977年度セザール賞短篇ドキュメンタリー賞受賞
- ビクファール Biquefarre　劇映画　1983年　監督・脚本　※[ヴェネツィア国際映画祭ドキュメンタリー賞受賞

### 出演
- ロワール渓谷の木靴職人 Le Sabotier du Val de Loire　1957年　監督ジャック・ドゥミ
- Lettre de Sibérie　1957年　監督クリス・マルケル　※声の出演
- 冷淡な美男子 Le Bel indifférent　短篇　1957年　声の出演・製作　監督ジャック・ドゥミ、原作ジャン・コクトー、美術ベルナール・エヴァン
- Mandrin　1965年　監督ジャン＝ポール・ル・シャノワ　※ヴォルテール役
- Pitchi-Poï　1967年　原作フランソワ・ビエドゥー　※17か国で撮影された欧州放送連合のテレビドラマ。マチュー役
- ジェフ / ダイヤモンドは血の匂い Jeff　1968年　監督ジャン・エルマン、主演アラン・ドロン　※ジェフ役
- Z Z　1969年　監督コスタ＝ガヴラス　※検事総長役
- もう森へは行かない Nous n'irons plus aux bois　1970年　監督ジョルジュ・デュムーラン　※医者役
- フラマン派の密約 Le Secret des Flamands　テレビ映画　1972年　画家バテスティーニ役
- 題名不詳、1970年代　監督ピエール・ラリー　※レオナルド・ダヴィンチ役
- L'Amour nu　1981年　監督ヤニック・ベロン、主演ジャン＝ミッシェル・フォロン

### 受賞歴
- Prix de la Critique Internationale、カンヌ国際映画祭
- Grand Prix du Cinéma Français
- Médaille d'or、ヴェネツィア国際映画祭
- Grand Épi d'or、ローマ国際映画祭

## 参考書籍
- Georges Rouquier Cinéaste Poète & Paysan、Dominique Auzel著、Éditions du Rouergue刊、1993年

## 関連事項
- diptyque
- Goutrens
- ルーエルグ（Rouergue）
- ヤニック・ベロン（Yannick Bellon）
- ピエール・ラリー（Pierre Lary）
- ジャン＝ミッシェル・フォロン
- フランソワ・ビエドゥー（François Billetdoux）
- ジャン＝ポール・ル・シャノワ（Jean-Paul Le Chanois）
- アンリ・ジャンソン（Henri Jeanson）
- アメリカ国立文化基金（National Endowment for the Humanities）
- アレクサンドル・ドヴジェンコ（Alexander Dovzhenko）